# Crkveni Toci
Crkveni Toci (cyr. Црквени Тоци) – wieś w Serbii, w okręgu zlatiborskim, w gminie Prijepolje. W 2011 roku liczyła 46 mieszkańców.